# Teodoro il Lettore
Teodoro il Lettore (... – prima del 550) è stato uno storico bizantino vissuto a Costantinopoli nella prima metà del VI secolo.

## Biografia
Il suo soprannome è legato al ruolo di lettore nella chiesa di Santa Sofia di Costantinopoli. Scrisse una "Historia Tripartita" in 4 libri, costruita sintetizzando brani di altri tre storici: Socrate Scolastico, Sozomeno, e Teodoreto. Teodoro scrisse anche una continuazione dalla morte di Teodosio II (450) fino ai tempi di Giustino I (ante 527), ma questa opera è persa, anche se una serie di brani è stata conservata con il titolo Apo phones Nikephorou Kallistou. Questi brani, però, sono considerati spurii.  Citazioni dei suoi libri sono anche nelle opere di Giovanni Damasceno e negli atti del VII Concilio Ecumenico. I suoi lavori sono pieni di storie fantasiose, ma risultano importanti per la scarsità di altre fonti per questo periodo storico.